# Monochaetinula sterculiae
Monochaetinula sterculiae är en svampart som beskrevs av Nag Raj 1993. Monochaetinula sterculiae ingår i släktet Monochaetinula och familjen Amphisphaeriaceae.   Inga underarter finns listade i Catalogue of Life.